# 9كيه33 أو أس إيه
9كيه33 أو أس إيه نظام Osa (بالإنجليزية: 9K33 Osa)‏هو نظام سريع التنقل ويطلق صواريخ أرض - جو على علو منخفض وقصيرة المدى، تم تسميتها في حلف الناتو باسم: سام 8 SA-8 Gecko.

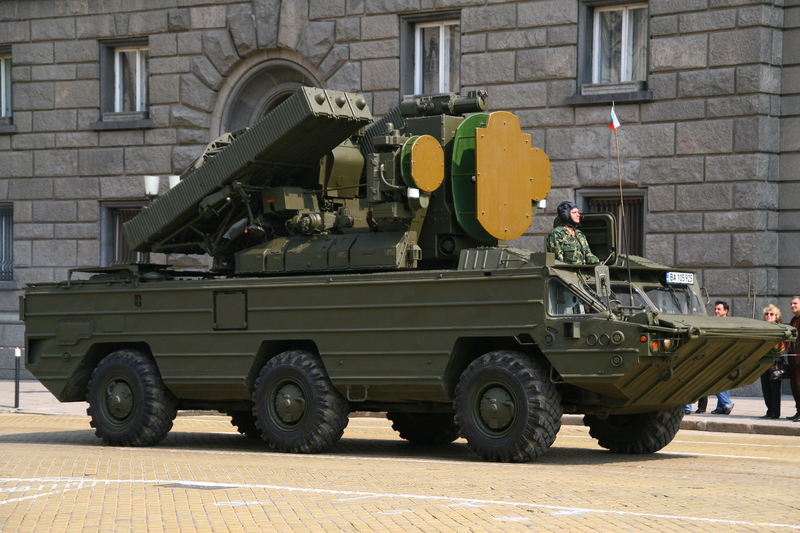

## معلومات عامة
نظام Osa هو أول نظام صواريخ دفاع جوي محمولة ومدمج بها رادار في سيارة واحدة. وقد دخل صاروخ الدفاع جوي «أوسا» الخدمة في القوات المسلحة السوفيتية في عام 1977.
ويتم نقل النظام عبر سيارات نقل بستة عجلات يُمكن تشغيلها وتجهيزها للإطلاق في غضون خمس دقائق، وتتميز بأنها برمائية تسير على اليابس والماء، وتستطيع المسير حتى 500 كيلو متر دون الحاجة إلى وقود. وقد استمد النظام شكله الحالي من نظام بحري يدعى "Pop Group" ولكنه بشكل أصغر لأنه يتطلب التنقل السريع وعدم الإستقرار في مكان واحد. وقد تم استعمال النظام لأول مرة في ألمانيا في عام 1980. وقد تم تطويره منذ ذلك الوقت بإضافة قاذفة صواريخ تحمل ستة صواريخ في حاوية مضلعة الشكل. ويحتوي النظام كذلك على هوائي للمراقبة الدورية بيضاوي الشكل، ويمكن لهذا الهوائي أن يلتقط الإشارات على بعد 30 كيلو متر. الصاروخ الموجّه المضاد للطّائرات "Osa" له رسم بياني ديناميكي هوائي عادي، وهو مجهّز بالوقود الصلب.
ويقع على جانبي الهوائي جهاز رادار لتتبع الصواريخ الذي أطلقها النظام وتوجيهها إلى الأهداف بدقة عالية، ومما يتميز النظام به أيضاً هو إمكانية توجيه صاروخين في نفس الوقت وإرسالهما للهدف. ويحتوي النظام كذلك على جهاز تعقب كهربائي يمكن استخدامه لتحديد الأهداف في حالة التشويش على الرادار.
يُذكر أن النظام تم استخدامه بشكل واسع في حرب لبنان عام 1982 وحرب الخليج 1991 وكذلك حرب ليبيا 2011. وقد تمكن الجيش السوري الحر من اغتنام بعضاً من هذه الأنظمة من الجيش العربي السوري وتم إسقاط العديد من الطائرات عن طريقه في عام 2013.

## المستخدمون

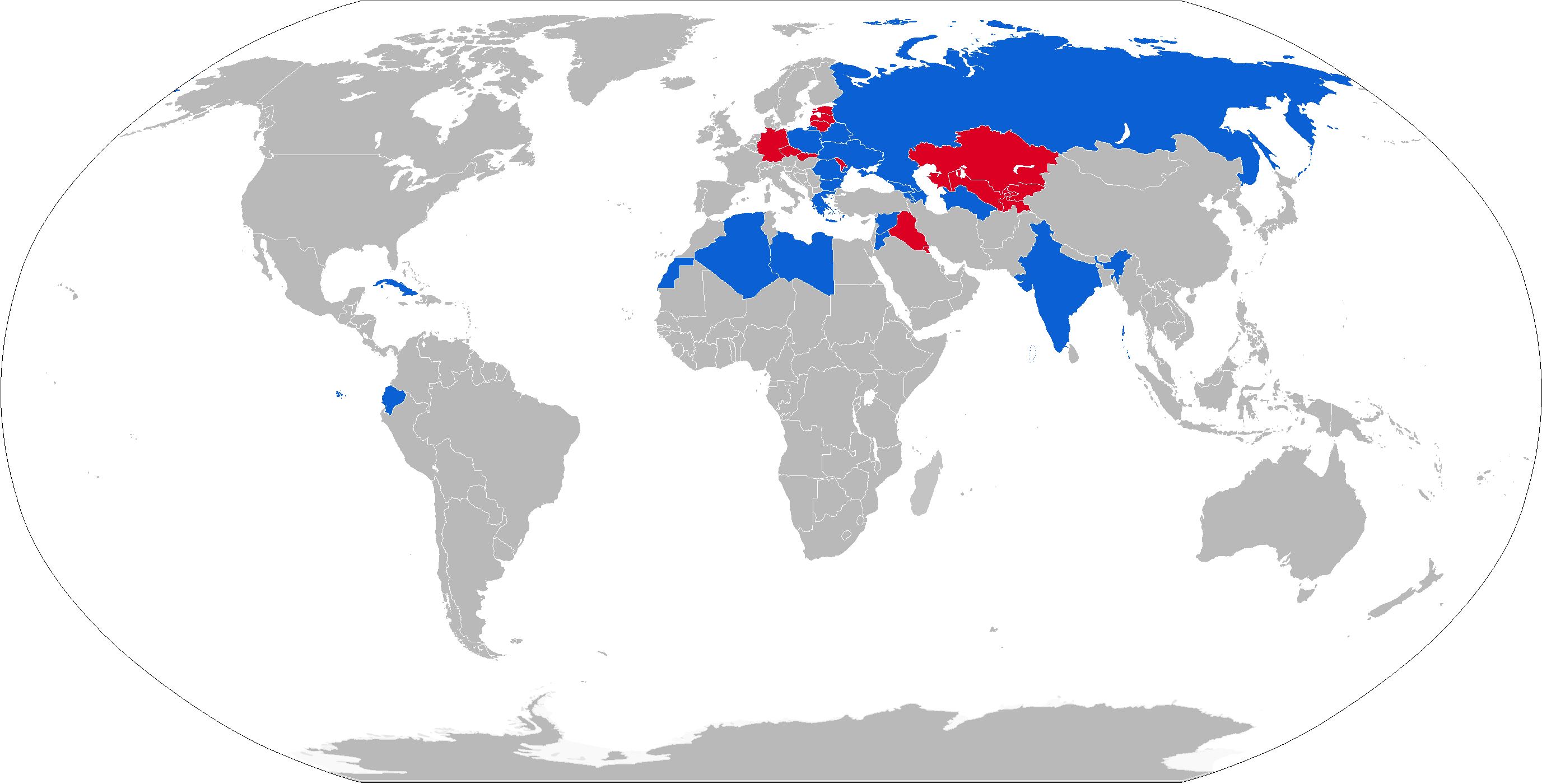
مشغلون حاليون: اللون الأزرق، مشغلون سابقون: اللون الأحمر

### مشغلون حاليون
1. لبنان

- الجزائر: 28/48[2] 48+.[3][4]
- أرمينيا
- أذربيجان.[5]
- بيلاروس
- بلغاريا - 24
- كوبا - 16
- الإكوادور
- جورجيا
- اليونان - 39
- الهند
- الأردن - 60
- ليبيا - 20
- بولندا - 64.[6]
- رومانيا - 16
- روسيا - 400.[7][8]
- الجمهورية العربية الصحراوية الديمقراطية.[9]
- سوريا - 60.[10][11]
- تركمانستان - 40.[12]
- أوكرانيا

#### أخرون
- حزب الله.[13]

### مشغلون سابقون

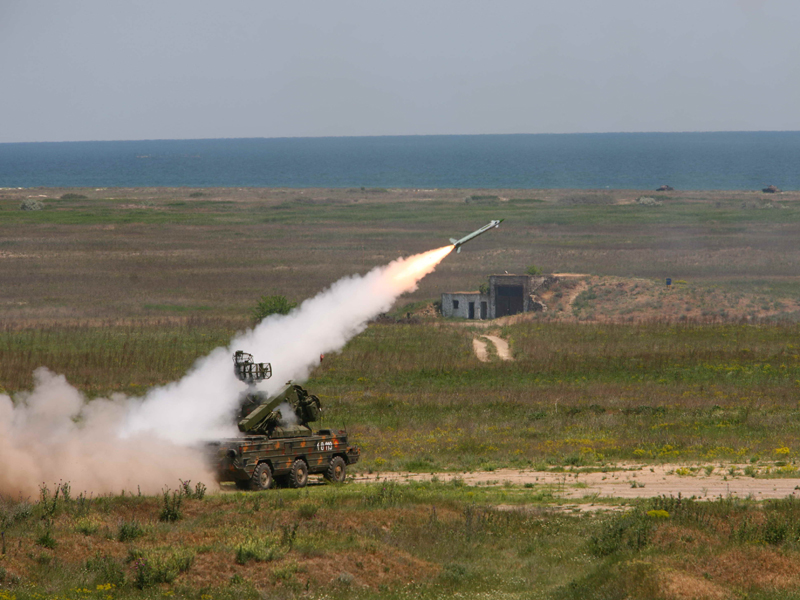

- تشيكوسلوفاكيا
- جمهورية التشيك
- العراق.[14]
- الكويت
- الاتحاد السوفيتي
- أنغولا.[15]